# Anthony Gomes
Pour les articles homonymes, voir Gomes.
Anthony Gomes est un musicien canadien né le 14 mai 1970 à Toronto, d'un père portugais et d'une mère canadienne-française.